# 처녀치마
처녀치마는 여로과의 늘푸른여러해살이풀로 학명은 Heloniopsis koreana이다.

## 분포
한국·일본에 분포하는 여러해살이풀로 산지의 습기가 있는 곳에서 자란다.

## 이름
치맛자락풀, 치마풀이라고도 부르며 강원특별자치도 정선에서는 ‘자화동방호마화’라고 부른다. 꽃이 활짝 피었을 때의 모양이 마치 처녀들이 입는 화려한 치마를 닮아서 ‘처녀치마’라고 이름이 붙여졌다는 견해도 있고, 일본에서 잎이 땅에 펼쳐진 모양이 일본 전통치마와 닮아서 ‘ショウジョウバカマ’라고 한 것을 그대로 번역하여 ‘처녀치마’라 부르게 되었다는 의견도 있다. 일본명 ‘猩々袴’는 ‘성성이치마’라는 뜻인데, 성성이의 발음 ‘쇼우죠우ショウジ’에서 마지막 ‘우’를 빼면 ‘소녀’의 뜻을 가진 ‘쇼우죠ショウ’가 된다. 그것을 번역하여 ‘처녀치마’라고 이름 붙이고, 이렇듯 성성이에서 소녀로 또, 처녀로 바뀐 것이 일제강점기에 이름을 붙이면서 생긴 촌극이라는 의견도 있다. 그러나, 성성이의 옛 표기인 샤우쟈우는 처녀를 뜻하는 일본어 쇼죠와 발음상 차이가 있고, 처녀치마라는 이름을 최초로 기록한 《조선식물향명집》의 저자들은 일본어에 능통했으므로 그러한 오해를 했다는 것은 설득력이 없으며, 처녀치마의 '처녀'는 일본어와 관련이 없고, 《조선식물향명집》에 기록된 ‘처녀이끼’, ‘처녀고사리’ 및 ‘처녀바디’와 마찬가지로 당시 조선인이 사용하던 일상 언어를 표현한 것으로 이해해야 한다는 주장이 있다.

## 특징
뿌리줄기는 짧고 곧다. 잎이 무더기로 나와서 꽃방석같이 퍼지고 도피침형이며 녹색으로 윤기가 있다. 꽃줄기는 1월에 잎 중앙에서 나오고 길이 10-15cm이지만 꽃이 진 후에는 60 cm 내외로 자라고 3-10개의 꽃이 총상으로 달린다. 꽃은 지름 2 cm 내외이고 연한 홍색에서 자록색으로 변하며, 열매가 성숙할 때까지 남아 있다. 꽃받침 갈래조각과 수술은 6개이다. 삭과는 꽃덮이조각으로 싸여 있고 3개의 능선이 있으며 포 사이로 터진다.

## 재배 및 관리
이른 봄 볕이 잘 드는 곳에 심는다. 부엽토가 많고 비옥하면서 습기가 유지되는 곳이 좋으므로 낙엽수 아래 심으면 좋다. 양지식물이지만 반그늘에서도 잘 자라고, 여름에 더운 것을 싫어하며, 겨울에 노지에서도 월동이 가능하다. 건조에 약하므로 물을 충분히 주어 습기가 늘 유지되어야 하지만, 과습한 것은 싫어하므로 배수가 잘 되도록 한다. 씨뿌리기와 포기나누기로 번식한다. 파종은 봄에, 포기나누기는 가을에 한다.

## 사진

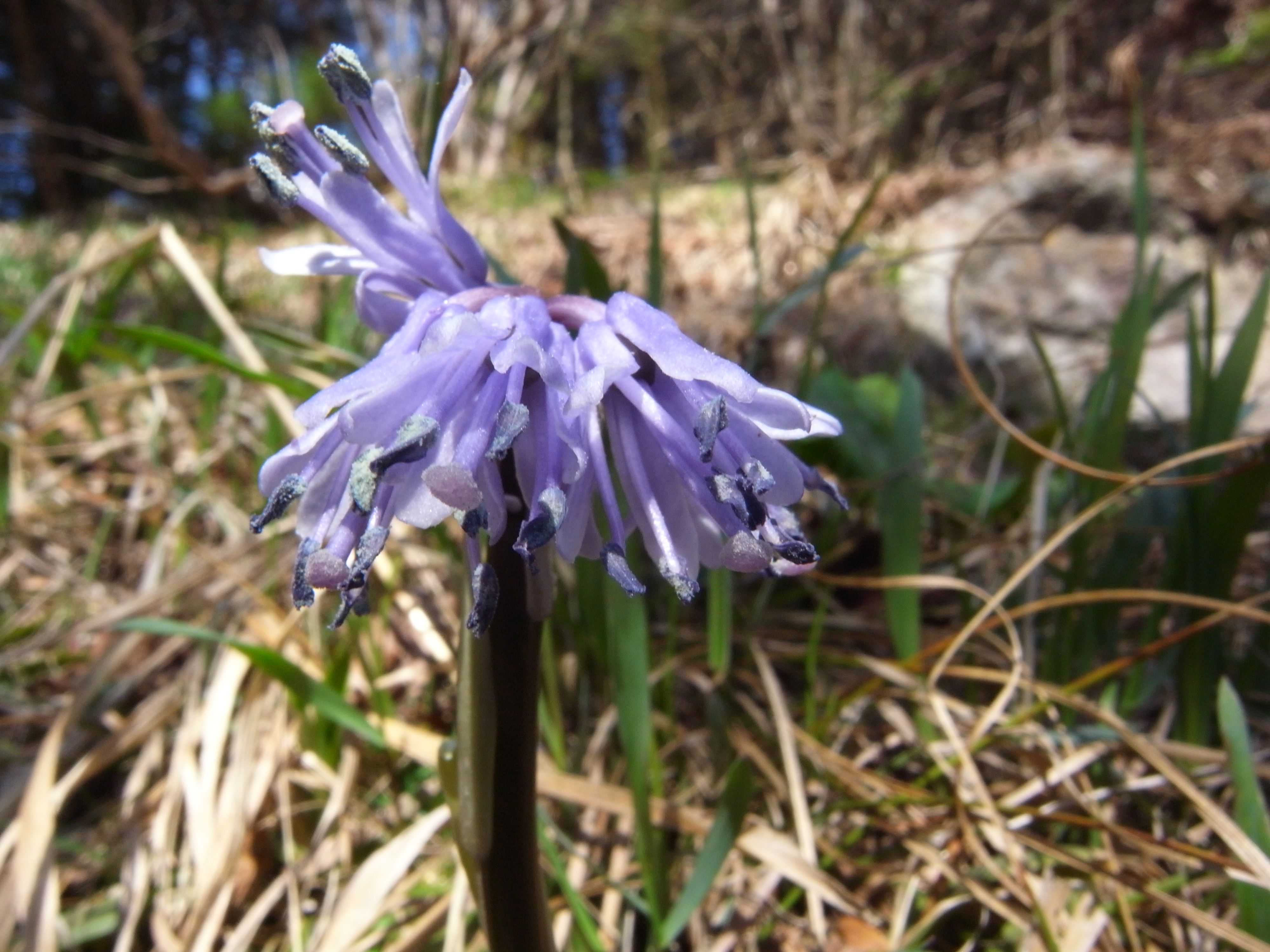
꽃 가까이
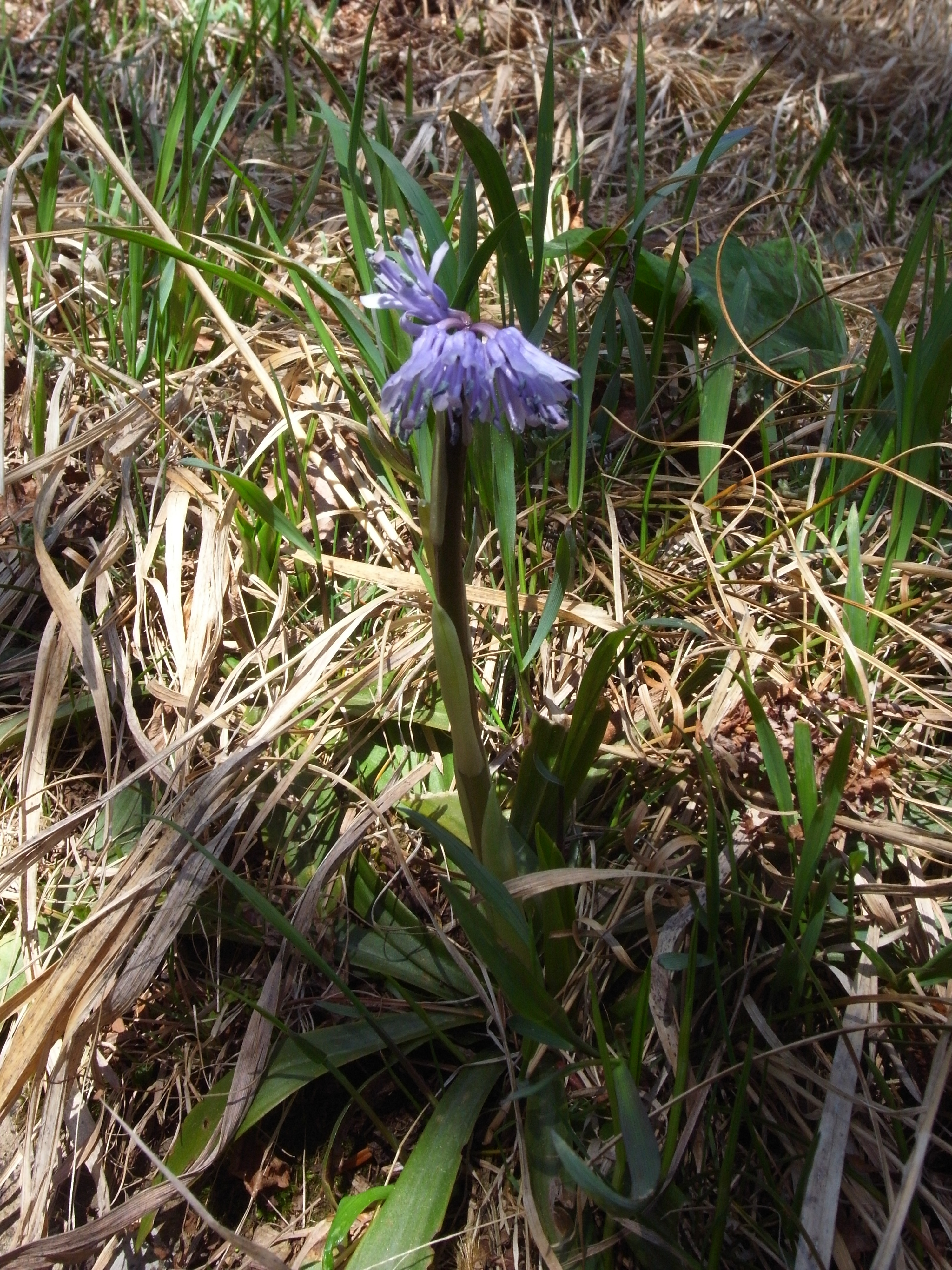
전체 모습